# Àngels Esteller Ruedas
Àngels Esteller Ruedas (Barcelona, 12 de febrer de 1964) és una advocada i política catalana, del Partit Popular. Ha exercit diversos càrrecs, com els de diputada al Parlament de Catalunya en la VI Legislatura, regidora de l'Ajuntament de Barcelona i Diputada al Congrés dels Diputats.

## Biografia
Es llicencià en dret a la Universitat de Barcelona i des de 1986 és diplomada en dret comunitari per la Universitat de Lovaina i el Parlament Europeu. Des de 1995 és membre del Col·legi d'Advocats de Barcelona. Ha treballat com a assessora jurídica externa de la Diputació de Barcelona en el Bufet Guardiola i Puig.
El 1988 es va afiliar a Nuevas Generaciones i el 1991 al Partit Popular de Catalunya, del que n'ha estat vicesecretària general d'Estudis i Programes.
A les eleccions al Parlament de Catalunya de 1999 fou escollida diputada per Barcelona. Ha estat secretària de la Comissió de Control Parlamentari de l'Actuació de la Corporació Catalana de Ràdio i Televisió i de les Empreses Filials i vicepresidenta de la Comissió d'Investigació sobre les Presumptes Irregularitats en Estudis d'Opinió i Enquestes del Govern. A les eleccions municipals de 2003 i 2007 fou escollida regidora a l'ajuntament de Barcelona, on ha estat portaveu del PP (2007-2011) i diputada a la Diputació de Barcelona.
A les eleccions generals espanyoles de 2011 fou escollida diputada per Barcelona. És vocal de la Comissió Constitucional i vicepresidenta segona de la Comissió de Foment del Congrés dels Diputats.
Es presenta a les eleccions al Parlament de Catalunya com a segona a la circumscripció de Barcelona amb el PP.